# Perdikkás
Perdikkás (řecky Περδίκας; † červenec 321 př. n. l.) byl jeden z generálů Alexandra Velikého, který se stal po jeho smrti regentem říše. Alexandr si ho velmi cenil, dokladem toho je skutečnost, že mu měl na smrtelné posteli předat svůj pečetní prsten.
Perdikkás byl synem Oronta, který pocházel z knížecího rodu vládnoucího v makedonské provincii Orestis. Jako velitel makedonské falangy se vyznamenal při dobývání vzbouřených Théb v roce 335 př. n. l., přičemž byl těžce zraněn. Později znovu obdržel velení během Alexandrova tažení do Indie. Když v roce 324 př. n. l. Alexandrův nejbližší přítel, Hefaistión, neočekávaně zemřel, stal se jeho nástupcem jako chiliarchos (vezír) a velitel makedonské těžké jízdy (hetairoi). V témže roce se během hromadného svatebního obřadu v Súsách oženil s dcerou perské satrapie Médie.
Během jednání makedonského vojenského shromáždění v Babylóně po Alexandrově skonu v roce 323 př. n. l. patřil k těm, kteří se vyslovovali pro zachování jednoty říše. Prosazoval, aby se nenarozený Alexandrův potomek, pokud by to byl chlapec, stal králem. Naproti tomu Meleagros požadoval, aby na trůn nastoupil Alexandrův nevlastní bratr Arrhidaios. Nakonec byl schválen kompromis, podle něhož měl Arrhidaios pod jménem Filip III. vládnout říši společně s Alexandrovým synem, pozdějším Alexandrem IV. Aigem. Perdikkás byl určen za regenta v asijské části Alexandrovy říše, zatímco Antipatros měl spravovat Makedonii. Perdikkás tak fakticky získal vládu, poněvadž oba králové se nacházeli zcela v jeho moci.
Jako regent si počínal značně autoritářsky a zřejmě se chtěl domoci královského titulu, podobně jako tak kdysi učinil i Filip II., třebaže Perdikkovým úkolem bylo střežit zájmy obou králů. Diskvalifikovala ho však jeho nedostatečná autorita mezi ostatními makedonskými generály a rovněž fakt, že nepocházel z královského rodu Argeovců. Svého soka Meleagra, velitele pěchoty, dal zatknout a popravit. V roce 322 př. n. l. zrušil své zasnoubení s Antipatrovou dcerou Níkaiou, neboť mu Olympias nabídla ruku své dcery a Alexandrovy sestry, Kleopatry.
Jeho nejloajálnější spojenec Eumenés byl určen za správce provincií Kappadokie a Paflagonie. Tyto provincie však dosud nebyly Makedonci podmaněny. Proto nařídil Antigonovi (místodržiteli Frýgie, Lýkie a Pamfýlie), aby je pro Eumena získal. Antigonos toto ale odmítl. Perdikkás předvolal Antigona do Babylónu, kde měl být souzen pro neuposlechnutí rozkazu, ale ten raději utekl do bezpečí k Antipatrovi a s ním, Ptolemaiem a Kraterem vytvořil alianci namířenou proti Perdikkovi.
Perdikkás na to reagoval tak, že válku s Antigonem přenechal Eumenovi, zatímco sám vyrazil s hlavní částí armády do Egypta proti Ptolemaiovi I. Sótérovi. Snad ho pokládal za svého nejnebezpečnějšího protivníka. Perdikkás se s ním dvakrát střetl, avšak během neúspěšného přechodu řeky Nil utrpělo jeho vojsko těžké ztráty. V důsledku toho se proti Perdikkovi obrátili jeho vlastní vojáci. Ve vzniklé vzpouře sehráli vůdčí roli Perdikkovi důstojníci Peithón, Antigenés a Seleukos I. Níkátór, kteří Perdikka v červenci roku 321 př. n. l. zavraždili v jeho vlastním stanu.